# John Eaton (kompozytor)
John Charles Eaton (ur. 30 marca 1935 w Bryn Mawr w Pensylwanii, zm. 2 grudnia 2015 w Nowym Jorku) – amerykański kompozytor.

## Życiorys
W latach 1953–1959 studiował na Princeton University u Miltona Babbitta, Edwarda Cone’a, Earla Kima i Rogera Sessionsa. W 1970 roku został wykładowcą kompozycji na Indiana University w Bloomington, gdzie był także dyrektorem artystycznym Center for Electronic and Computer Music. W latach 1976–1977 przebywał jako kompozytor rezydent w American Academy w Rzymie. W latach 1991–2001 wykładał na University of Chicago.
Trzykrotny laureat Rome Prize (1959, 1960, 1961) i dwukrotny laureat stypendium Fundacji Pamięci Johna Simona Guggenheima (1962, 1965). W 1990 roku został nagrodzony MacArthur Fellowship. Opublikował pracę Involvement with Music: New Music since 1950 (1976).

## Twórczość
W okresie studiów pisał utwory kameralne, później zasłynął przede wszystkim jako twórca muzyki elektronicznej i autor licznych oper. Napisał szereg kompozycji na elektroniczny syntezator Ketoffa (tzw. syn-ket). Specjalnie dla niego Edward Miller skonstruował elektryczny generator oparty na syntezatorze Mooga, nazwany syn-mill. Interesował się muzyką mikrotonową, grał też jako pianista jazzowy. Występował jako wykonawca muzyki elektronicznej w Ameryce Północnej i Południowej, Europie i Związku Radzieckim.

## Wybrane kompozycje
(na podstawie materiałów źródłowych)

### Utwory orkiestrowe
- Tertullian Overture (1958)
- Adagio and Allegro na flet, obój i smyczki (1960)
- Concert Piece na syn-ket i orkiestrę (1966)
- Symphony No. 2 (1981)
- Remember Rome na smyczki (1987)
- Threnody for Paisan (2003)

### Utwory kameralne
- Sonata fletowa (1955)
- Concert Piece na flet, dwa oboje i dwa klarnety (1956)
- Piano Variations (1957)
- 3 kwartety smyczkowe (I 1958, II 1989, III 2003)
- Sonata na trąbkę (1958)
- Encore Piece na flet i fortepian (1959)
- Concert Piece na klarnet i fortepian (1960)
- Concert Music na klarnet solo (1961)
- Theme and Variations na flet solo (1964)
- Microtonal Fantasy na 2 fortepiany strojone ćwierćtonowo (1966)
- Vibrations na flet, dwa oboje i dwa klarnety (1967)
- Sonority Movements na flet i dziewięć harf (1971)
- Trio in Memory of Mario Cristini na trio fortepianowe (1971)
- Two Plaudits for Ralph Shapey na flet, obój i wiolonczelę (1991)
- Salome’s Flea Circus na klarnet i fortepian (1994)
- Golk Sonatina na obój i fortepian (1995)

### Utwory wokalno-instrumentalne
- Song Cycle on Holy Sonnets of John Donne na sopran i orkiestrę (1956)
- Songs for R.P.B. na głos, fortepian i syn-ket (1964)
- Thoughts on Rilke na sopran, syn-ket, syn-mill, wibrafon i płytę pogłosową (1966)
- Blind Man’s Cry na sopran i syntezatory (1968)
- Mass 69 na sopran, klarnet, syntezatory i taśmę (1970)
- Ajax na baryton i zespół kameralny (1972)
- The Three Graces na trzy głosy, zespół instrumentów elektronicznych i tancerkę (1972)
- Guillen Songs na mezzosopran i fortepian (1974)
- Oro na głos i syntezator (1974)
- Lord of Lampedusa na sopran, mezzosopran, fortepian i syntezator (1974)
- Lullaby for Estela na głos i fortepian (1977)
- Songs of Despair na mezzosopran i zespół instrumentalny (1986)
- Notes on Moonlight na sopran, mezzosopran i zespół kameralny (1991)
- Trumpet Voluntary na sopran i kwintet dęty blaszany (1991)
- A Packet for Emily and Bill na mezzosopran, klarnet i dźwięki elektroniczne (1991)
- Songs of Desperation and Comfort na mezzosopran i orkiestrę kameralną (1993)
- Lettere na mezzosopran, flet, harfę i kwartet smyczkowy (1995)
- Tocotin na mezzosopran i gitarę (1998)
- Elegy for Jane na mezzosopran, harfę, gitarę i mandolinę (1999)
- Vespers na dwa soprany, mezzosopran, tenora, baryton, bas, zespół instrumentalny i wyświetlacz cyfrowy (2002)

### Opery
- Ma Barker (1957)
- Herakles (1964)
- Myshkin (1971)
- The Lion and Androcles (1973)
- Danton and Robespierre (1978)
- The Cry of Clytaemnestra (1979)
- The Tempest (1985)
- The Reverend Jim Jones (1988)
- Let’s Get This Snow on the Road: An Alternative View of Genesis (1993)
- Golk (1995)
- Antigone (1999)
- Inasmuch (2000)
- King Lear (2004)

### Utwory elektroniczne
- Prelude for Myshkin na syn-ket (1966)
- Concert Piece No. 2 na syn-ket (1966)
- Soliloquy na syn-ket (1967)
- Duet for Syn-Ket na syn-ket i syntezator Mooga (1968)